# Monuca
La monuca es un animal legendario de la mitología cántabra.
Nace cada once años en la primavera del cruce del gatu montés y de la rámila con los cuales guarda gran parecido. Ciega y sin colores al nacer, su alumbramiento tiene lugar en una cueva. Tras ello vaga a tientas por el monte hasta cobrar la visión, momento en que regresa a su cubil para matar a su madre a la que chupa la sangre y arranca los ojos. Desde ese momento se refugia cerca de los ríos hasta adquirir su peculiar colorido; su cabeza es blanca como la lana de las ovejas, mientras su cuerpo es rojo, azul y negro con una cola morada.
Se alimenta en los prados de saltamontes y tórtolas que caza, así como de la sangre que chupa a corderos y niños. Cuando cumple cinco años su tamaño le impide correr o subirse a los árboles por lo que acaba siendo cazada por el gato montés que, vengando la muerte de la rámila, la deja ciega a su suerte. Así la monuca acaba sus días despeñada o cazada por un animal salvaje.
Las monucas quieren a los hombres, así el hombre que coge una y la lleva a su casa tiene suerte para toda la vida. Sin embargo, aborrecen a las mujeres, a quienes araña la cara, como hiciera con su madre, sin embargo, cuando lleva mucho tiempo conviviendo con esta, se encariña rápidamente.
Aunque no muchas sobreviven a las zarpas del gato montés, las que lo hacen se vueven animales amistosos, pacíficos pero lo más inportante es que se vuelven inmortales. 